# Sajjad Esteki
Sajjad Esteki (Isfahán, 23 de abril de 1990) es un jugador de balonmano iraní que juega de lateral izquierdo. Es internacional con la selección de balonmano de Irán.
Con la selección disputó el Campeonato Mundial de Balonmano Masculino de 2015. Fue el máximo goleador del Campeonato Mundial de Balonmano Masculino Juvenil de 2009 con 65 goles, y también fue el máximo goleador del Campeonato Mundial de Balonmano Masculino Junior de 2011 con 84 goles.

## Palmarés

### Dinamo Bucarest
- Liga Națională (2): 2017, 2018
- Copa de Rumania de balonmano (1): 2017

## Clubes
- Sepahan
- TVB 1898 Stuttgart (2015)
- Al Gharafa (2015-2016)
- CS Dinamo București (2016-2018)
- CSM București (2018-2019)
- Cesson-Rennes MHB (2019-2021)